# Zapaść. Reportaże z mniejszych miast
Zapaść. Reportaże z mniejszych miast – zbiór reportaży Marka Szymaniaka wydany w 2021 roku, poruszający problemy zapaści społecznej i ekonomicznej średnich i małych miast Polski. Książka nominowana została w konkursie Grand Press na reporterską książkę roku (2021) oraz do Nagrody im. Ryszarda Kapuścińskiego (2021).

## Treść
Szymaniak podejmuje m.in. tematy wyludniania się miast, panującego bezrobocia, trudności w dostępie do ochrony zdrowia, smogu, starzenia się społeczności, kryzysu mieszkaniowego, betonozy i uzależnienia lokalnych mediów od władzy samorządowej. Wiąże te problemy m.in. z centralizacją, niedoinwestowaniem, krótkowzrocznością polityków, a przede wszystkim z upadkiem lokalnego przemysłu, wynikłym z prywatyzacji w następstwie transformacji gospodarczej w Polsce po 1989 roku. Bohaterowie jego reportaży pochodzą z takich miejscowości, jak: Bielawa, Bartoszyce, Braniewo, Chełm, Chełmno, Giżycko, Grajewo, Grudziądz, Hajnówka, Jasło, Kętrzyn, Krasnystaw, Kraśnik, Nowa Ruda, Olecko, Ostrów Wielkopolski, Pisz, Przemyśl, Prudnik, Rypin, Sanok, Tomaszów Lubelski.

Jestem dzieckiem jednego z miast zapaści. Miałem podobne rozterki i doświadczenia jak wielu bohaterów tej książki. Jak niektórzy z nich wyjechałem i rozpocząłem nowe życie w dużym mieście, a jednocześnie zachowałem „stare” w małym. Książka ta jest owocem moich poszukiwań przyczyn tego zjawiska, a także prób zrozumienia, czy koleinami, którymi sam podążyłem, musiało pójść tak wielu. (...) Zdaję sobie sprawę, że w każdej z blisko trzydziestu odwiedzonych miejscowości miałem okazję spotkać się zaledwie z garstką żyjących tam ludzi, a jeszcze mniejsza część ich świadectw ostatecznie znalazła się w książce, którą trzymają Państwo w rękach. Widać jednak, że w miastach zapaści powtarzają się systemowe problemy – z pracą, z mieszkaniami, zanieczyszczonym powietrzem czy wyludnieniem...